# Кашшу-надин-ахи
Кашшу-надин-ахи (Kaššu-nādin-ahi; букв. «Брата сделай сильным») — царь Вавилонии, правил приблизительно в 1008 — 1004 годах до н. э.
Согласно надписи более позднего вавилонского царя Набу-апла-иддина, в его правление голод и неурядицы не дали возможности реставрировать храм Шамаша в Сиппаре, разрушенный амореями.

«Кашшу-надин-аххе, сын Саппайи, правил три года. Во дворце […] он был похоронен. Три царя из династии Страны Моря правили двадцать три года.